# NGC 3441
NGC 3441 este o radiogalaxie situată în constelația Leul. A fost descoperită în 6 aprilie 1882 de către Edward S. Holden⁠(d). Se află la o distanță de 94,94 de megaparseci de Pământ.